# Mollis
Mollis é uma comuna da Suíça, no Cantão Glaris, com cerca de 3.082 habitantes. Estende-se por uma área de 21,88 km², de densidade populacional de 141 hab/km². Confina com as seguintes comunas: Ennenda, Filzbach, Näfels, Netstal, Niederurnen, Oberurnen, Weesen (SG).
A língua oficial nesta comuna é o Alemão.
Possui um museu dedicado à vida e legado de Anna Göldi, a última pessoa a ser executada por bruxaria.